# Lates macrophthalmus
Lates macrophthalmus е вид лъчеперка от семейство Latidae. Видът е застрашен от изчезване.

## Разпространение
Разпространен е в Демократична република Конго и Уганда.